# Bogdan Ghiu
Bogdan Ghiu (n. 5 iulie 1958, București) este un poet, eseist (literatură, filosofie, media, arhitectură și urbanism, artă contemporană), traducător și teoretician al traducerii, jurnalist, realizator radio-tv român. 

## Biografie
Bogdan Ghiu s-a născut în București, și-a petrecut copilăria și adolescența la Constanța și trăiește în prezent la București. A absolvit Facultatea de Litere (secția română-franceză) a Universității București și a urmat studii de filosofie sub îndrumarea lui Jacques Derrida la École des Hautes Etudes en Sciences Sociales, Paris.
Membru al Generației 80 și fost membru al Cenaclului de Luni. Membru al Uniunii Scriitorilor din România, al comitetului de conducere al PEN Club România (responsabil „Traducere și Drepturi Lingvistice”), al ATLAS (Association pour la Promotion de la Traduction Littéraire, Franța) și ARTLIT (Asociația Traducătorilor Literari din România). Cavaler al Ordinului „Meritul Cultural” acordat de Președinția României.
Pionier, imediat după Revoluție, al cronicii TV în România: „Ochiul de sticlă” (revista 22, 1990-1991), „Catodul psihic” (revista Epoca, 1990-1991), „TV (Totul de vânzare)” (revista Dilema, 1993-1998) și „media-prim-ajutor” (revista Cuvântul). În prezent, titular al rubricilor săptămânale „De-clic(k)/Atelier deschis” (Observator cultural), „Evul Media” (www.liternet.ro) și al rubricii zilnice de cultură urbanistică „Unde ne oprim în București” (Radio România Cultural); colaborator permanent al revistei Arhitext (www.arhitextdesign.ro) și, ocazional, al revistei Sinteza.

## Opere

### Poezie
- Opera poetică, prefață de Ion Bogdan Lefter, ediție completă și dosar critic, Paralela 45, 2017
- (Poemul din carton) Urme de distrugere pe Marte, Cartea Românească, 2006
- Manualul autorului, Cartea Românească, 2004
- Pantaloni și cămașă, Pontica, 2000
- Arhipelogos, Axa, 1997
- Arta consumului, Cartea Românească, 1996, Premiul Uniunii Scriitorilor din România
- Poemul cu latura de un metru, Pontica, 1996, Premiul Uniunii Scriitorilor din România
- Manualul autorului, Cartea Românească, 1989
- „46 caligrame ajutătoare”, in vol. colectiv Nouă poeți, Cartea Românească, 1984
- „Fragmente din Manual”, in vol. colectiv Cinci, Litera, 1982; reed. Tracus Arte, 2011

Este prezent în:
- Streiflicht – Eine Auswahl zeitgenössischer rumänischer Lyrik (81 rumänische Autoren),
- "Lumina piezișă", antologie bilingvă cuprinzând 81 de autori români în traducerea lui Christian W. Schenk, Dionysos Verlag 1994, ISBN 3980387119

### Eseuri
- (La) Școala Traducătorilor, în lucru
- Totul trebuie tradus. Noua paradigmă (un manifest) [teoria traducerii], Cartea Românească, 2015, Premiul Asociației de Literatură Generală și Comparată din România, Premiul PEN România
- Linia de producție: lucrând cu arta [arte vizuale], Tact, 2014
- Contracriza, Cartea Românească [politică], 2011
- Dadasein [filosofie, politică], Tracus Arte, 2011
- Inconstrucția. Pentru o arhitectură etică [arhitectură, urbanism], Arhitext, 2011
- Telepitecapitalism. Evul Media 2005-2009 (Evul Media III) [media: televiziune, film, digital], Idea, 2009
- Eu(l) Artistul. Viața după supraviețuire (cod de bare pentru viitorul monstruos al artei) [arte vizuale], Cartea Românească, 2008
- Facultatea de litere. Mic îndreptar de gândire greșită [critică și teorie literară], Cartea Românească, 2004, Premiul Asociației Scriitorilor București
- Evul Media sau Omul terminal (Evul Media II) [media: televiziune], Idea, 2002
- Ochiul de sticlă. Texte privind televiziunea (1991-1997) (Evul Media I) [media: televiziune, radio], All, 1997
- Grame [fragmentarium], Cartea Românească, 1997

### Traduceri
- Michel Albert, Capitalism contra capitalism, Editura Humanitas, București, 1994
- Georges Bataille, Partea blestemata. Eseu de economie generala, Ed. Institutul European, Iași, 1994; postfață: „Umbra soarelui”
- Michel Foucault, Cuvintele și lucrurile. O arheologie a științelor umane, Ed. Univers, București, 1996; postfață: „«Funcția» Foucault (un avertisment la sfîrșitul lecturii»”; trad. de Bogdan Ghiu si Mircea Vasilescu ; st. introd. de Mircea Martin ; dosar de Bogdan Ghiu; Univers, Bucuresti, 1996; reedit. Rao, 2008
- Paul Veyne, Au crezut grecii în miturile lor? Eseu despre imaginația constituantă, Ed. Univers, București, 1996
- Michel Foucault, A supraveghea și a pedepsi. Nașterea închisorii, Ed. Humanitas, București, 1997; ed. a II-a revizuită, Ed. Paralela 45, Pitești, 2005; postfață: „Cheia franceză”; note
- Pierre Bourdieu, Despre televiziune, urmat de Dominația jurnalismului, Ed. Meridiane, București, 1998; postfață: „Pierre Bourdieu: sociologia habitus-ului și patosul obiectivării”;
- Jacques Derrida, Scriitura și diferența, Ed. Univers, București, 1998
- Michel Foucault, Arheologia cunoașterii, Ed. Univers, București, 1999; postfață: „«Cartea cea mai puțin reușită» a lui Michel Foucault?”; reedit. Rao, 2010
- Pierre Bourdieu, Regulile artei. Geneza și structura cîmpului literar, Ed. Univers, București, 1999
- Alain Vaillant,  Poezia. Inițiere în metodele de analiză a textelor poetice, Ed. Cartea Românească, București, 1998; „Cuvânt înainte”
- Jacques Derrida, Spectrele lui Marx. Starea datoriei, travaliul doliului și noua Internațională, Ed. Polirom, Iași, 1999
- Jacques Derrida, Ulise gramofon (studii despre James Joyce), Ed. Allfa, București, 2000; postfață: „Deridarea”
- Gilles Deleuze, Nietzsche, Ed. Allfa, Bucuresti, 1999, ed. a II-a 2002; postfață: „Nietzsche, Franța, Deleuze, Nietzsche”
- Sade, Francezi, încă un efort dacă voiți să fiți republicani, Ed. Cartea Românească, București, 2000; postfață: „Oglinda întunecată a rațiunii”; note
- Michel Foucault, Trebuie să apărăm societatea. Cursuri rostite la Collège de France. 1976,  Ed. Univers, București, 2000; prefață: „«Foucault-sofia»: cutia cu scule și butoiul cu pulbere”
- Emmanuel Pedler, Sociologia comunicării, Ed. Cartea Românească, București, 2001; prefață: „Evul Media: pentru o cultură comunicațională”
- Pierre Bourdieu, Meditații pascaliene, Ed. Meridiane, București, 2001; prefață: „Bourdieu, ultimul critic”
- Michel Foucault, Theatrum philosophicum. Studii, eseuri, interviuri, 1963-1984, Ed. Casa Cărții de Știință, Cluj, 2001; prefață: „Michel Foucault, Marea Deschidere”
- Jean Baudrillard, Paroxistul indiferent, Ed. Idea , Cluj, 2001
- Henri Bergson, Energia spirituală, Ed. Meridiane, București, 2002; postfață: Bergson durabilul și realitatea virtuală a lumii de azi”
- Charles Baudelaire, Inima mea dezvăluită, Ed. Est/Samuel Tastet, București, 2002; prefață: „Un spectacol de gală sau violența purității”
- Gilles Deleuze, Foucault, Ed. Idea, Cluj, 2002; prefață: „Michel Foucault, filosof de Deleuze”
- Marguerite Duras, Durerea, Ed. Trei, București, 2002; postfață: „Rezistența ca literatură”
- Sarah Kofman, Respectul pentru femei (Kant și Rousseau), Ed. Idea, Cluj, 2002; prefață: „Politica respectului: un proces pe rol(uri)”
- Pierre Bourdieu, Dominația masculină, Ed. Meridiane, București, 2003; prefață: „În societatea «femeilor»
- Jacques Derrida, Elisabeth Roudinesco, Întrebări despre ziua de mîine. Psihanaliză și deconstrucție, Ed. Trei, București, 2003
- Michel Foucault, Hermeneutica subiectului. Cursuri la Collège de France (1981-1982), Ed. Polirom, Iași, 2004
- Antonin Artaud, Van Gogh sinucisul societății; Pentru a pune odată capăt judecății lui dumnezeu, Ed. Est/Samuel Tastet, 2004; comentarii: „Van Gogh sinucisul și Antonin Artaud, nebun înnebunit” și „«Un document uman și chiar suprauman»; note
- Didier Anzieu, Psihanaliza travaliului creator, Ed. Trei, București, 2004; prefață: „«Nebunia, absența operei» sau creația în era creativității”
- Michel Leiris, Vîrsta bărbăției, precedat de Despre literatură considerată ca o tauromahie, Ed. Cartea Românească, București, 2004; prefață: „Paginarena lui Michel Leiris”
- Jacques Derrida, Forță de lege, in vol. Walter Benjamin, Jacques Derrida, Despre violență, Ed. Idea, Cluj, 2004
- Michel Foucault, Ce este un autor? Studii și conferințe, Ed. Idea, Cluj, 2004; prefață: Foucault și «problema filosofică a prezentului»
- Amélie Nothomb, Antichrista, Ed. Polirom, Iași, 2004
- Georges Bataille, Istoria erotismului, Ed. Trei, București, 2005; prefață: „Simplă notă asupra ediției”
- Michel Foucault, Lumea e un mare azil. Studii despre putere, Ed. Idea, Cluj, 2005
- Annie Le Brun, Un bloc de-abis, deodată, Sade, Ed. Est/Samuel Tastet, 2005
- Louis Calaferte, Mecanica femeilor, Ed. Est/Samuel Tastet, București, 2005; postfață
- Gilles Deleuze, Convorbiri, Ed. Idea, Cluj, 2005
- Antonin Artaud, Heliogabal sau Anarhistul încoronat, Ed. Est/Samuel Tastet, București, 2005; postfață și note
- Gilles Deleuze, Nietzsche și filosofia, Ed. Fundației Culturale Ideea Europeană, București, 2005
- Jacques Derrida, Cosmopoliți din toate țările, încă un efort!, „Fichus”, „Despre ostilitatea absolută”, in vol. Jacques Derrida, Deconstrucția politicii, Ed. Idea, Cluj, 2005
- André-Yves Portnoff, Pariul pe inteligenta : despre cipuri, mouse-uri si oameni. Cararile inovatiei; EST, Samuel Tastet Éditeur, Bucuresti, 2006
- Michel Foucault, Nasterea biopoliticii: cursuri tinute la College de France : (1978-1979); ed. îngrijita de Michel Senellart sub îndrumarea lui François Ewald si Alessandro Fontana; Idea Design & Print, Cluj, 2007
- Pierre Bourdieu, Despre televiziune. Dominatia jurnalismului; trad. din lb. franceza si prezentare de Bogdan Ghiu; Editura Art, Bucuresti, 2007
- Gilles Deleuze, Félix Gauttari, Kafka: pentru o literatura minora; trad. din lb. franceza si postf. de Bogdan Ghiu; Art, Bucuresti, 2007
- Georges Bataille, Partea blestemata: Eseu de economie generala precedat de Notiunea de cheltuire; pref.de Jean Piel; trad.din limba franceza si postf. de Bogdan Ghiu; Ed. ART, Bucuresti, 2008
- Michel Foucault, Trebuie sa aparam societatea: cursuri tinute la Collège de France : (1975-1976); ed. stabilita în cadrul Asociatiei pentru Centrul Michel Foucault sub îndrumarea lui François Ewald si Alessandro Fontana de Mauro Bertani si Alessandro Fontana ; Idea Design si Print, Cluj, 2009
- Gilles Deleuze, Imaginea - miscare - Vol. 1, Editura Tact, Cluj-Napoca, 2012
- André Breton, Nadja; trad. din franceza, postf., note si îngrij. editie de Bogdan Ghiu; Polirom, Iasi, 2013
- Jacques Derrida, Fiara si suveranul: (Seminar 2001-2002) - Vol. 1; ed. stabilita de: Michel Lisse, Marie-Louise Mallet, Ginette Michaud ; trad. din lb. franceza, postf. si note de: Bogdan Ghiu; Tact, Cluj-Napoca, 2013
- Gilles Deleuze, Félix Guattari, Capitalism si schizofrenie - Vol. 1-2, Paralela 45, Pitesti, 2008-2013

Referințe critice (selectiv):

### În periodice
- Mircea Mihăieș, „De luni pînă luni”, Orizont, 40/1982
- Eugen Simion, „Sfidarea retoricii, retorica sfidării”, România literară, 42/1982
- Alex Ștefănescu, „Bibliografia unei generații”, SLAST, 56/1982
- Dan Cristea, „Cinci”, Luceafărul, 44/1982
- Mircea Cărtărescu, „Concepte și sentimente”, Amfiteatru, 11/1982
- Alexandru Călinescu, „Portrete de tineri poeți în grup”, Convorbiri literare, 11/1982
- Ioan Buduca, „Nouă poeți, adică doi”, Amfiteatru, 12/1984
- Radu Călin Cristea, Familia, 1/1985
- Laurențiu Ulici, România literară, 8/1985
- Constanța Buzea, „Răbdarea bine stăpînită”, Amfiteatru, 5/1985
- Alexandru Condeescu, „Textualisme”, Luceafărul, 25/1985
- Radu G. Țeposu, „Colacul de salvare”, Flacăra, 44/1985
- Romul Munteanu, Flacăra, 47/1985
- Radu G. Țeposu, „După douăzeci de ani”, Viața Românească, 7/1985
- Marin Mincu, România literară, 36/1986
- Eugen Simion, „«Scrietorul» și poetul”, România literară, 27/1989
- Marian Papahagi, „Despre cuvinte”, Tribuna, 32/1989
- Mircea Mihăieș, in Orizont, 32/1989
- Gheorghe Grigurcu, „Luciditatea poetului”, Steaua, 9/1989
- Florin Berindeanu, „Ultimul act, ultimul auctor”, Viața Românească, 8/1989
- Nicolae Manolescu, „Ora de poezie tînără”, România literară, 44/1989
- Paul Cernat, „Variațiuni pe teme «canonice»”, Cuvântul, 6, iunie 2005
- Ion Bogdan Lefter, „Metapoetul”, Ziua, 5 august 2005
- Alexandru Matei, „Bogdan Ghiu, cu mască fără mască”, Observator cultural, 25, 18-24 august 2005

### În volume
- Marin Mincu, Eseu despre textualizarea poetică II, Cartea Românească, București, 1986
- M. Zaciu, M. Papahagi, A. Sasu, Dicționarul scriitorilor români, vol. II, Editura Fundatiei Culturale Romane, București, 1998, (articol de M. Papahagi)
- Ion Bogdan Lefter, Romanian Writers of the 80s and 90s. A Concise Dictionary, Pitești, Paralela 45, 1999
- Gheorghe Grigurcu, Poeți români contemporani, Ed. Convorbiri literare, Iași, 2000
- Al. Cistelecan, Top Ten, Dacia, Cluj, 2000
- Marin Mincu, Poeticitate românească postbelică, , Pontica, Constanța 2000
- Ion Bogdan Lefter, Scriitori români din anii ‘80-’90, vol. II, Paralela 45, Pitești, 2001
- Marian Popa, Istoria literaturii române de azi pe mâine, vol. II, Fundația Luceafărul, București, 2001
- Nicolae Manolescu, Literatura română postbelică. Lista lui Manolescu, vol. 1: Poezia, Aula, Brașov, 2001
- Laurențiu Ulici, Prima verba, IV, Editura Muzeului Literaturii Române, București, 2004
- Ion Bogdan Lefter, Flashback 1985: începuturile noii poezii, Paralela 45, Pitești, 2005

### Volume colective
- Cartea cu bunici, coord. de Marius Chivu -  Gabriela Adameșteanu, Radu Afrim, Iulia Alexa, Adriana Babeți, Anamaria Beligan, Adriana Bittel, Ana Blandiana, T. O. Bobe, Lidia Bodea, Emil Brumaru, Alin Buzărin, Alexandru Călinescu, Matei Călinescu, Daniela Chirion, Livius Ciocârlie, Adrian Cioroianu, Alexandru Cizek, Andrei Codrescu, Denisa Comănescu, Radu Cosașu, Dana Deac, Florin Dumitrescu, B. Elvin, Cătălin Dorian Florescu, Filip Florian, Matei Florian, Șerban Foarță, Emilian Galaicu-Păun, Vasile Gârneț, Cristian Geambașu, Dragoș Ghițulete, Cristian Ghinea, Bogdan Ghiu, Stela Giurgeanu, Adela Greceanu, Bogdan Iancu, Nora Iuga, Doina Jela, Alexandra Jivan, Ioan Lăcustă, Florin Lăzărescu, Dan Lungu, Cosmin Manolache, Anca Manolescu, Angela Marinescu, Virgil Mihaiu, Mircea Mihăieș, Călin-Andrei Mihăilescu, Dan C. Mihăilescu, Vintilă Mihăilescu, Ruxandra Mihăilă, Lucian Mîndruță, Adriana Mocca, Cristina Modreanu, Ioan T. Morar, Ioana Morpurgo, Radu Naum, Ioana Nicolaie, Tudor Octavian, Andrei Oișteanu, Radu Paraschivescu, Horia-Roman Patapievici, Dora Pavel, Irina Petraș, Cipriana Petre, Răzvan Petrescu, Marta Petreu, Andrei Pleșu, Ioan Es. Pop, Adina Popescu, Simona Popescu, Radu Pavel Gheo, Tania Radu, Antoaneta Ralian, Ana Maria Sandu, Mircea-Horia Simionescu, Sorin Stoica, Alex Leo Șerban, Robert Șerban, Tia Șerbănescu, Cătălin Ștefănescu, Pavel Șușară, Iulian Tănase, Antoaneta Tănăsescu, Cristian Teodorescu, Lucian Dan Teodorovici, Călin Torsan, Traian Ungureanu, Constanța Vintilă-Ghițulescu, Ciprian Voicilă, Sever Voinescu; Ed. Humanitas, 2007;
- Prima mea dezamăgire în dragoste, coord. de Laura Albulescu - Marius Chivu, Silviu Dancu, Raluca Dincă, Șerban Foarță, Bogdan Ghiu, Adela Greceanu, Mugur Grosu, Augustin Ioan, Luminița Marcu, Mitoș Micleușanu, Ada Milea, Matei Pleșu, Antoaneta Ralian, Johnny Răducanu, Cecilia Ștefănescu, Iulian Tănase, Stelian Țurlea, Constantin Vică; Ed. Art, 2009;
- Prima mea beție, coord. de Gabriel H. Decuble - Constantin Acosmei, Silviu Dancu, Gabriel H. Decuble, Șerban Foarță, Bogdan Ghiu, Mugur Grosu, Florin Iaru, Augustin Ioan, V. Leac, Mitoș Micleușanu, Matei Pleșu, Johnny Răducanu, Robert Șerban, Iulian Tănase, Mihail Vakulovski, Radu Vancu, Constantin Vică, Daniel Vighi; Ed. Art, 2009;
- Care-i faza cu cititul?, coord. de Liviu Papadima - Florin Bican, Paul Cernat, Ioan Groșan, Dan Lungu, Robert Șerban, Rodica Zane, Cezar Paul Bădescu, Laura Grunberg, Călin-Andrei Mihăilescu, Dan Sociu, Cristian Teodorescu, Călin Torsan, Ioana Bot, Mircea Cărtărescu, Fanny Chartres, Vasile Ernu, Bogdan Ghiu, Simona Popescu, Vlad Zografi, George Ardeleanu, Neaju Djuvara, Caius Dobrescu, Ioana Nicolaie, Ioana Pârvulescu, Doina Ruști; Ed. Art, 2010;

## Premii, distincții
- 1997: Premiul Uniunii Scriitorilor din România pentru volumele de poezie Poemul cu latura de un metru (Editura Cartea Românească, 1996) și Arta consumului (Editura Cartea Românească, 1996)
- 2003: Premiul Uniunii Scriitorilor din România pentru traducerile Charles Baudelaire, Inima mea dezvăluită (Editura Est, 2002) și Henri Bergson, Energia spirituală (Editura Meridiane, 2002)
- 2004: Ordinul „Meritul Cultural” în grad de Cavaler acordat de Președintele României